# Syncolostemon
Syncolostemon es un género con 43 especies de plantas con flores perteneciente a la familia Lamiaceae. Es originario de las regiones tropicales del sur de África y Madagascar.

## Especies
- Syncolostemon albiflorus (N.E.Br.) D.F.Otieno, Taxon 55: 952 (2006).
- Syncolostemon argenteus N.E.Br. in W.H.Harvey & auct. suc. (eds.), Fl. Cap. 5(2): 263 (1915).
- Syncolostemon bolusii (N.E.Br.) D.F.Otieno, Taxon 55: 952 (2006).
- Syncolostemon bracteosus (Benth.) D.F.Otieno, Pl. Syst. Evol. 261: 37 (2006).
- Syncolostemon canescens (Gürke) D.F.Otieno, Pl. Syst. Evol. 261: 36 (2006).
- Syncolostemon comosus (Wight ex Benth.) D.F.Otieno, Taxon 55: 952 (2006).
- Syncolostemon comptonii Codd, Bothalia 12: 23 (1976).
- Syncolostemon concinnus N.E.Br. in W.H.Harvey & auct. suc. (eds.), Fl. Cap. 5(2): 264 (1915).
- Syncolostemon densiflorus Benth. in E.H.F.Meyer, Comm. Pl. Afr. Austr.: 230 (1838).
- Syncolostemon elliottii (Baker) D.F.Otieno, Taxon 55: 952 (2006).
- Syncolostemon eriocephalus Verd., Bull. Misc. Inform. Kew 1937: 447 (1937).
- Syncolostemon flabellifolius (S.Moore) A.J.Paton, Kew Bull. 53: 484 (1998).
- Syncolostemon floccosus (Launert) D.F.Otieno, Taxon 55: 953 (2006).
- Syncolostemon foliosus (S.Moore) D.F.Otieno, Taxon 55: 953 (2006).
- Syncolostemon gerrardii (N.E.Br.) D.F.Otieno, Taxon 55: 953 (2006).
- Syncolostemon incanus (Codd) D.F.Otieno, Taxon 55: 953 (2006).
- Syncolostemon latidens (N.E.Br.) Codd, Bothalia 12: 26 (1976).
- Syncolostemon linearis (Benth.) D.F.Otieno, Pl. Syst. Evol. 261(: 36 (2006).
- Syncolostemon macranthus (Gürke) Ashby, J. Bot. 73: 357 (1935).
- Syncolostemon macrophyllus Gürke, Bull. Herb. Boissier 6: 555 (1898).
- Syncolostemon madagascariensis (A.J.Paton & Hedge) D.F.Otieno, Taxon 55: 953 (2006).
- Syncolostemon modestus (Codd) D.F.Otieno, Taxon 55: 953 (2006).
- Syncolostemon obermeyerae (M.Ashby) D.F.Otieno, Taxon 55: 953 (2006).
- Syncolostemon oritrephes (Wild) D.F.Otieno, Taxon 55: 953 (2006).
- Syncolostemon ornatus (S.Moore) D.F.Otieno, Pl. Syst. Evol. 261: 36 (2006).
- Syncolostemon parviflorus E.Mey. ex Benth. in E.H.F.Meyer, Comm. Pl. Afr. Austr.: 230 (1838).
- Syncolostemon parvifolius (Codd) D.F.Otieno, Taxon 55: 953 (2006).
- Syncolostemon persimilis (N.E.Br.) D.F.Otieno, Taxon 55: 953 (2006).
- Syncolostemon petiolatus (Ashby) D.F.Otieno, Pl. Syst. Evol. 261: 36 (2006).
- Syncolostemon pretoriae (Gürke) D.F.Otieno, Taxon 55: 953 (2006).
- Syncolostemon punctatus (Codd) D.F.Otieno, Taxon 55: 953 (2006).
- Syncolostemon ramosus (Codd) D.F.Otieno, Taxon 55: 953 (2006).
- Syncolostemon ramulosus Benth. in E.H.F.Meyer, Comm. Pl. Afr. Austr.: 230 (1838).
- Syncolostemon rehmannii (Gürke) D.F.Otieno, Taxon 55: 953 (2006).
- Syncolostemon rotundifolius Benth. in E.H.F.Meyer, Comm. Pl. Afr. Austr.: 230 (1838).
- Syncolostemon rugosifolius (M.Ashby) D.F.Otieno, Taxon 55: 953 (2006).
- Syncolostemon stalmansii (A.J.Paton & K.Balkwill) D.F.Otieno, Taxon 55: 953 (2006).
- Syncolostemon stenophyllus (Gürke) D.F.Otieno, Taxon 55: 954 (2006).
- Syncolostemon subvelutinus (Gürke) D.F.Otieno, Taxon 55: 954 (2006).
- Syncolostemon teucriifolius (Hochst.) D.F.Otieno, Taxon 55: 954 (2006).
- Syncolostemon thorncroftii (N.E.Br.) D.F.Otieno, Taxon 55: 954 (2006).
- Syncolostemon transvaalensis (Schltr.) D.F.Otieno, Taxon 55: 954 (2006).
- Syncolostemon welwitschii (Rolfe) D.F.Otieno, Pl. Syst. Evol. 261: 37 (2006).